# منظمة الملاحة الجوية والبحوث الفضائية (إندونيسيا)
منظمة الملاحة الجوية والبحوث الفضائية (بالإندونيسية: Organisasi Riset Penerbangan dan Antariksa) هي حاليًا واحدة من 7 (وفي المستقبل 16) منظمة بحثية تحت مظلة الوكالة الوطنية للبحث والابتكار. تأسست في 1 سبتمبر 2021م. المنظمة هي تحول المعهد الوطني للملاحة الجوية والفضاء بعد تصفيها إلى منظمة الملاحة الجوية والبحوث الفضائية.

## البنية
كما هو منصوص عليه في المادة 175 والمادة 176 من مرسوم رئيس الوكالة الوطنية للبحث والابتكار رقم 1/2021 المنصوص عليه، فإن كل منظمة بحثية تابعة لـ للوكالة مسؤولة ومخاطبة أمام رئيس الوكالة. كما نصت على أن تكون المنظمات البحثية تتكون من رئيس المنظمات البحثية والمراكز والمختبرات / مجموعات الدراسة.
هيكل المنظمة هي كما يلي:
- مكتب رئيس الوكالة الوطنية للبحث والابتكار.
- مركز علوم الفضاء.
- مركز علوم وتكنولوجيا الغلاف الجوي.
- مركز تكنولوجيا الطيران.
- مركز تكنولوجيا الصواريخ.
- مركز تكنولوجيا الأقمار الصناعية.
- تكنولوجيا الاستشعار عن بعد ومركز البيانات.
- مركز تطبيقات الاستشعار عن بعد.